# Kim Cho-rong
Kim Cho-rong (koreanisch 김초롱; * 17. Januar 1988) ist eine ehemalige südkoreanische Leichtathletin, die sich auf den Sprint spezialisiert hat.

## Sportliche Laufbahn
Erste internationale Erfahrungen sammelte Kim Cho-rong im Jahr 2009, als sie bei den Asienmeisterschaften in Guangzhou in 24,37 s den achten Platz im 200-Meter-Lauf belegte und mit der südkoreanischen 4-mal-100-Meter-Staffel in 45,46 s gemeinsam mit Lee Sun-ae, Kim Ji-eun und Kim Ha-na die Bronzemedaille hinter den Teams aus Japan und Thailand gewann. Im Oktober 2014 bestritt sie ihren letzten offiziellen Wettkampf und beendete daraufhin ihre aktive sportliche Karriere im Alter von 26 Jahren.

## Persönliche Bestleistungen
- 100 Meter: 11,92 s (+2,0 m/s), 30. Juni 2009 in Goseong
- 200 Meter: 24,25 s (−0,5 m/s), 12. November 2009 in Guangzhou